# Рейтинг WTA

Рейтинг WTA — система подсчёта очков в женской теннисной ассоциации, призванная показывать успешность выступления теннисисток.
Существует определённая система начисления очков: в зависимости от ранга соревнования и стадии, в которой была одержана победа, теннисистке начисляется определённое количество баллов, которые учитываются в рейтинге только в течение 52 недель с момента его завершения соревнования. В одиночном рейтинге учитываются 16 лучших турниров для каждой теннисистки, а в парном — 11.

## Текущий рейтинг
Рейтинг обновляется еженедельно.
- Current WTA Rankings (singles). wtatour.com. WTA Tour, Inc..
- Current WTA Rankings (doubles). wtatour.com. WTA Tour, Inc..

| Одиночный рейтинг WTA на 21 апреля 2025 года | Одиночный рейтинг WTA на 21 апреля 2025 года | Одиночный рейтинг WTA на 21 апреля 2025 года | Одиночный рейтинг WTA на 21 апреля 2025 года |
| Поз.                                         | Теннисистка                                  | Очки                                         |                                              |
| -------------------------------------------- | -------------------------------------------- | -------------------------------------------- | -------------------------------------------- |
| 1                                            | Арина Соболенко                              | 10 768                                       |                                              |
| 2                                            | Ига Свёнтек                                  | 7383                                         |                                              |
| 3                                            | Джессика Пегула                              | 6208                                         |                                              |
| 4                                            | Коко Гауфф                                   | 6073                                         |                                              |
| 5                                            | Мэдисон Киз                                  | 4999                                         |                                              |
| 6                                            | Жасмин Паолини                               | 4930                                         |                                              |
| 7                                            | Мирра Андреева                               | 4781                                         |                                              |
| 8                                            | Чжэн Циньвэнь                                | 4193                                         |                                              |
| 9                                            | Паула Бадоса                                 | 3821                                         |                                              |
| 10                                           | Эмма Наварро                                 | 3797                                         |                                              |
| 11                                           | Елена Рыбакина                               | 3308                                         |                                              |
| 12                                           | Каролина Мухова                              | 2919                                         |                                              |
| 13                                           | Диана Шнайдер                                | 2913                                         |                                              |
| 14                                           | Дарья Касаткина                              | 2741                                         |                                              |
| 15                                           | Барбора Крейчикова                           | 2674                                         |                                              |
| 16                                           | Аманда Анисимова                             | 2617                                         |                                              |
| 17                                           | Элина Свитолина                              | 2430                                         |                                              |
| 18                                           | Елена Остапенко                              | 2345                                         |                                              |